# Racó de la Creu
El Racó de la Creu és un torrent i un sot, o vall estreta i feréstega, del terme municipal de Sant Quirze Safaja, a la comarca del Moianès.
És en el sector nord-est del terme, al sud-oest del Collet de la Creu del Serrà, al nord-oest de la masia del Serrà i al sud-est de la de Plana Serra. Es troba a llevant de la carretera C-1413b, en el punt quilòmetric 6 i al nord-oest del Sot del Noi. Forma el torrent del Barbot, juntament amb el Sot del Noi.

## Etimologia
Deu el seu nom a la Creu del Serrà, al Collet de la Creu del Serrà, que es troba al capdamunt del sot o racó.